# 32. ceremonia wręczenia Oscarów
32. ceremonia rozdania Oscarów odbyła się 4 kwietnia 1960 roku w RKO Pantages Theatre w Los Angeles.

## Laureaci

### Najlepszy film
- Sam Zimbalist – Ben-Hur
- Otto Preminger – Anatomia morderstwa
- George Stevens – Pamiętnik Anny Frank
- Henry Blanke – Historia zakonnicy
- John Woolf i James Woolf – Miejsce na górze

### Najlepszy aktor pierwszoplanowy
- Charlton Heston – Ben-Hur
- James Stewart – Anatomia morderstwa
- Paul Muni – Ostatni z gniewnych
- Laurence Harvey – Miejsce na górze
- Jack Lemmon – Pół żartem, pół serio

### Najlepsza aktorka pierwszoplanowa
- Simone Signoret – Miejsce na górze
- Audrey Hepburn – Historia zakonnicy
- Doris Day – Telefon towarzyski
- Katharine Hepburn – Nagle, zeszłego lata
- Elizabeth Taylor – Nagle, zeszłego lata

### Najlepszy aktor drugoplanowy
- Hugh Griffith – Ben-Hur
- Arthur O’Connell – Anatomia morderstwa
- George C. Scott – Anatomia morderstwa
- Ed Wynn – Pamiętnik Anny Frank
- Robert Vaughn – Młodzi filadelfijczycy

### Najlepsza aktorka drugoplanowa
- Shelley Winters – Pamiętnik Anny Frank
- Susan Kohner – Zwierciadło życia
- Juanita Moore – Zwierciadło życia
- Thelma Ritter – Telefon towarzyski
- Hermione Baddeley – Miejsce na górze

### Najlepsza reżyseria
- William Wyler – Ben-Hur
- George Stevens – Pamiętnik Anny Frank
- Fred Zinnemann – Historia zakonnicy
- Jack Clayton – Miejsce na górze
- Billy Wilder – Pół żartem, pół serio

### Najlepszy scenariusz oryginalny
- Russell Rouse, Clarence Greene, Stanley Shapiro i Maurice Richlin – Telefon towarzyski
- Ernest Lehman – Północ, północny zachód
- Paul King, Joseph Stone, Stanley Shapiro i Maurice Richlin – Operacja „Halka”
- François Truffaut i Marcel Moussy – Czterysta batów
- Ingmar Bergman – Tam, gdzie rosną poziomki

### Najlepszy scenariusz adaptowany
- Neil Paterson – Miejsce na górze
- Wendell Mayes – Anatomia morderstwa
- Karl Tunberg – Ben-Hur
- Robert Anderson – Historia zakonnicy
- Billy Wilder i I.A.L. Diamond – Pół żartem, pół serio

### Najlepsze zdjęcia (film czarno-biały)
- William C. Mellor – Pamiętnik Anny Frank
- Sam Leavitt – Anatomia morderstwa
- Joseph LaShelle – Kariera
- Charles Lang – Pół żartem, pół serio
- Harry Stradling Sr. – Młodzi filadelfijczycy

### Najlepsze zdjęcia (film barwny)
- Robert Surtees – Ben-Hur
- Lee Garmes – The Big Fisherman
- Daniel L. Fapp – The Five Pennies
- Franz Planer – Historia zakonnicy
- Leon Shamroy – Porgy i Bess

### Najlepsza scenografia i dekoracja wnętrz (film czarno-biały)
- Lyle Wheeler, George W. Davis, Walter M. Scott i Stuart A. Reiss – Pamiętnik Anny Frank
- Hal Pereira, Walter H. Tyler, Sam Comer i Arthur Krams – Kariera
- Carl Anderson i William Kiernan – Ostatni z gniewnych
- Ted Haworth i Edward G. Boyle – Pół żartem, pół serio
- Oliver Messel, William Kellner i Scott Slimon – Nagle, zeszłego lata

### Najlepsza scenografia i dekoracje wnętrz (film barwny)
- William A. Horning, Edward Carfagno i Hugh Hunt – Ben-Hur
- John DeCuir i Julia Heron – The Big Fisherman
- Lyle Wheeler, Franz Bachelin, Herman A. Blumenthal, Walter M. Scott i Joseph Kish – Podróż do wnętrza Ziemi
- William A. Horning, Robert F. Boyle, Merrill Pye, Henry Grace i Frank R. McKelvy – Północ, północny zachód
- Richard H. Riedel, Russell A. Gausman i Ruby R. Levitt – Telefon towarzyski

### Najlepsze kostiumy (film czarno-biały)
- Orry-Kelly – Pół żartem, pół serio
- Edith Head – Kariera
- Charles LeMaire i Mary Wills – Pamiętnik Anny Frank
- Helen Rose – The Gazebo
- Howard Shoup – Młodzi filadelfijczycy

### Najlepsze kostiumy (film barwny)
- Elizabeth Haffenden – Ben-Hur
- Adele Palmer – Wszystko, co najlepsze
- Renié – The Big Fisherman
- Edith Head – The Five Pennies
- Irene Sharaff – Porgy i Bess

### Najlepszy dźwięk
- Franklin E. Milton (Metro-Goldwyn-Mayer SSD) – Ben-Hur
- Carlton W. Faulkner (20th Century-Fox SSD) – Podróż do wnętrza Ziemi
- A.W. Watkins (Metro-Goldwyn-Mayer London SD) – Libel
- George Groves (Warner Bros. SSD) – Historia zakonnicy
- Gordon Sawyer (Samuel Goldwyn SSD) i Fred Hynes (Todd-AO SSD) – Porgy i Bess

### Najlepszy montaż
- Ralph E. Winters i John D. Dunning – Ben-Hur
- Louis R. Loeffler – Anatomia morderstwa
- George Tomasini – Północ, północny zachód
- Walter Thompson – Historia zakonnicy
- Frederic Knudtson – Ostatni brzeg

### Najlepsze efekty specjalne
- A. Arnold Gillespie (wizualne), Robert MacDonald (wizualne), Milo B. Lory (dźwiękowe) – Ben-Hur
- L.B. Abbott (wizualne), James B. Gordon (wizualne), Carlton W. Faulkner (dźwiękowe) – Podróż do wnętrza Ziemi

### Najlepsza piosenka
- „High Hopes” – Dziura w głowie – muzyka: James Van Heusen; słowa: Sammy Cahn
- „The Best of Everything' – Wszystko, co najlepsze – muzyka: Alfred Newman; słowa: Sammy Cahn
- „The Five Pennies” – The Five Pennies – muzyka i słowa: Sylvia Fine
- „The Hanging Tree” – Drzewo powieszonych – muzyka: Jerry Livingston; słowa: Mick Davis
- „Strange Are the Ways of Love” – Młoda ziemia – muzyka: Dimitri Tiomkin; słowa: Ned Washington

### Najlepsza muzyka filmowa w dramacie/komedii
- Miklós Rózsa – Ben-Hur
- Alfred Newman – Pamiętnik Anny Frank
- Franz Waxman – Historia zakonnicy
- Ernest Gold – Ostatni brzeg
- Frank De Vol – Telefon towarzyski

### Najlepsza muzyka filmowa w musicalu
- André Previn i Ken Darby – Porgy i Bess
- Leith Stevens – The Five Pennies
- Nelson Riddle i Joseph J. Lilley – Li’l Abner
- Lionel Newman – Say One for Me
- George Bruns – Śpiąca królewna

### Najlepszy krótkometrażowy film animowany
- John Hubley – Moonbird

### Najlepszy krótkometrażowy film aktorski
- Jacques-Yves Cousteau – Złota rybka

### Najlepszy krótkometrażowy film dokumentalny
- Bert Haanstra – Szkło

### Najlepszy pełnometrażowy film dokumentalny
- Bernhard Grzimek – Serengeti nie może umrzeć

### Najlepszy film nieanglojęzyczny
- Francja – Czarny Orfeusz, reż. Marcel Camus
- RFN – Most, reż. Bernhard Wicki
- Holandia – Wioska nad rzeką, reż. Fons Rademakers
- Włochy – Wielka wojna, reż. Mario Monicelli
- Dania – Chłopiec z dwóch światów, reż. Astrid Henning-Jensen

### Oscar Honorowy
- Lee De Forest – za pionierskie innowacje w filmie dźwiękowym
- Buster Keaton – za jego unikatowy talent, który uczynił komedię nieśmiertelną